# Les Controverses Anna Freud-Melanie Klein, 1941-1945

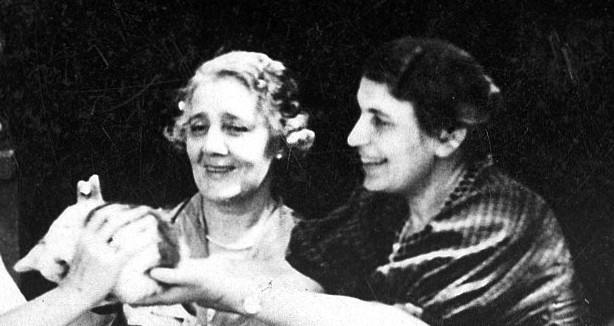
Melanie Klein et Anna Freud

Les Controverses Anna Freud-Melanie Klein (1941-1945)  est un ouvrage rassemblant les procès-verbaux et les textes théoriques liés aux débats scientifiques qui se sont déroulés au sein du mouvement psychanalytique britannique durant les années 1941 à 1945. Durant ces débats, les diverses tendances du freudisme, présentes dans la Société britannique de psychanalyse, se sont durement opposées, sur le plan théorique et clinique.

## Publication des minutes des controverses
En 1991, Pearl King, et Riccardo Steiner, tous deux archivistes de la Société britannique de psychanalyse, ont rassemblé les procès-verbaux des discussions et les textes scientifiques qui ont accompagné les discussions durant les Controverses dans un ouvrage. Celui-ci a été traduit en 1996 en français par L. E. Prado de Oliveira, sous la direction d'Alain de Mijolla, et publié avec une préface d'André Green, sous le titre Les Controverses Anna Freud Melanie Klein. 1941-1945.

## Histoire des Controverses
Ces controverses doivent être replacées dans le contexte du début des années 1940 et notamment :   
1. la disparition de la première génération psychanalytique, et notamment de la mort de Sigmund Freud (1939), qui ont provoqué la nécessité pour les psychanalystes de la deuxième génération de reconsidérer leurs positions respectives à l'égard de l'héritage freudien ;
2. l'éparpillement des «héritiers», émigrés du fait de la montée des menaces liées à la guerre dès le début des années 1930, et donc la disparition d'une multipolarité : Vienne, Berlin et Budapest n'étant plus des centres référents pour la psychanalyse ;
3. la nécessité d'affronter, sur un plan théorique et clinique, de nouvelles questions qui se posaient aux psychanalystes de la deuxième génération, et notamment celles liées à la formation au sein de l'Institut britannique de psychanalyse.

## Avant les controverses
Les premiers différends sur l'analyse des enfants entre la société psychanalytique de Vienne et celle de Londres datent des années 1930. Les deux théoriciennes sont Melanie Klein, membre de la Société britannique et Anna Freud, membre de la Société viennoise. Une première tentative de résolution des conflits, organisée par Ernest Jones, qui représente les psychanalystes britanniques, et Paul Federn, représentant des psychanalystes autrichiens. Ces « Conférences d'échange » se déroulent en 1935 et 1936. Le premier texte présenté à cette fin a été celui de Jones sur « La sexualité féminine » et, en retour, Robert Waelder présenta un texte sur les « Problèmes de la psychologie du moi ». Ensuite, Joan Riviere présenta son texte « Sur la genèse du conflit psychique dans la toute première enfance ». Sa bibliographie se réfère à tous les membres de la Société britannique, indiquant ainsi l'ébauche d'une pensée commune. Waelder répondit avec un texte sur « Le problème de l'origine du conflit psychique dans la petite enfance ». Ces échanges sont interrompues par les circonstances politiques sur le continent, les préoccupations liées au nazisme, aux lois de Nuremberg et à l'antisémitisme passent au premier plan à Vienne, et mettent fin à ces échanges.  
La posture d'opposition frontale manifestée notamment par Edward Glover et Melitta Schmideberg à partir de 1934 dans le cadre de la Société, ou moins affirmée chez d'autres membres, prend une nouvelle ampleur lors de l'arrivée des « Viennois », les psychanalystes réfugiés au Royaume-Uni, et provoque la tenue de Controverses scientifiques, au sein de la Société de psychanalyse britannique.

## Enjeux théoriques et évolutions institutionnelles
Les enjeux de ces Controverses ont été diversement interprétés. Ernest Jones a considéré qu'elles portaient sur le développement de la sexualité, féminine en particulier, sur les origines du surmoi et ses rapports avec le complexe d'Œdipe, sur la technique de l'analyse des enfants et sur la conception d'un instinct de mort; Jean Laplanche pense qu'elles portaient sur la technique du jeu, la question du transfert et la présence de la pédagogie à l'intérieur de la psychanalyse, opinion partagé par Xavier Renders ; Claudine et Pierre Geissmann considèrent qu'elles portaient sur la question du narcissisme, sur la constitution du moi et du surmoi, sur le déroulement du complexe d'Œdipe et sur l'existence des relations d'objet très précoces; Gregorio Kohon les voit comme impliquant l'incidence de l'après-coup sur l'élaboration œdipienne et sur l'angoisse de castration, l'articulation entre la métapsychologie kleinienne et la métapsychologie freudienne, les différentes conceptions de la technique psychanalytique et le rôle de l'interprétation dans chacune d'entre elles; Eric Rayner, enfin, considère qu'elles portaient sur la compréhension du fantasme, l'anticipation du complexe d'Œdipe, le rôle de l'agressivité et de la destructivité, l'assimilation du jeu de l'enfant à la libre association de l'adulte et les caractéristiques propres au transfert de l'enfant.      
Les confrontations très vives entre deux tendances à première vue inconciliables, celle représentée par Anna Freud, gardienne d'une stricte orthodoxie freudienne, et Melanie Klein, ouverte à de nouvelles perspectives métapsychologiques et cliniques ont favorisé l'émergence d'un troisième groupe, le Groupe des Indépendants, aussi connu sous le nom de Middle Group. Cette via media a facilité une sortie de crise, dans une sorte de « Lady's Agreement ». Les deux parties en présence ont eu leurs droits respectés, et un double cursus a été instauré, permettant aux psychanalystes en formation de choisir entre deux voies et d'être supervisés par un didacticien de même orientation qu'eux-mêmes. 
La nécessité d'appuyer sur un plan théorique les divergences et les nouvelles orientations a pu conduire à l'émergence d'une « école anglaise de psychanalyse », dont Melanie Klein a été le chef de file, puisque les textes des kleiniens étaient diffusés au sein de leur groupe et discutés, voire amendés, avant leur utilisation durant les Controverses ou leur publication. Mais l'émergence d'un troisième groupe indépendant a permis que l'orthodoxie kleinienne soit assouplie.

## Les protagonistes des Controverses
Vingt-huit psychanalystes ont participé à ces controverses, 15 Britanniques et 13 étrangers. 
Cet éventail donne une idée de l'Europe de l'époque, du caractère international de ces controverses et aussi de leur haute teneur théorique, vu que la plupart des noms de ceux qui y étaient impliqués ont marqué l'histoire du mouvement psychanalytique. Lors des bombardements de Londres, les psychanalystes britanniques ou les immigrés de longue date, comme Melanie Klein, avaient le droit de se réfugier à la campagne, ce qui n'était pas le cas des psychanalystes étrangers, comme Anna Freud. Ce facteur aggrava la tension des conflits.

### Les participants

#### Les partisans de Melanie Klein
- Paula Heimann
- Susan Isaacs
- Sylvia Payne
- John Rickman
- Joan Riviere
- Donald Winnicott

#### Les partisans d'Anna Freud
- Dorothy Burlingham
- Willy Hoffer
- Hedwig Hoffer
- Kate Friedlander
- Barbara Lantos

#### Ceux qui se réclamaient d'un freudisme strict
- Edward Glover
- Melitta Schmideberg
- Barbara Low
- Walter Schmideberg

#### Les médiateurs
- Ernest Jones
- Sylvia Payne
- James Strachey
- John Bowlby
- Ella Freeman Sharpe
- Marjorie Brierley
- Willy Gillespie
- Michael Balint
- Adrian Stephen
- Karin Stephen